# منتخب بنما تحت 17 سنة لكرة القدم
منتخب بنما تحت 17 سنة لكرة القدم (بالإسبانية: Selección de fútbol sub-17 de Panamá)‏ هو ممثل بنما الرسمي في المنافسات الدولية في كرة القدم في فئة كرة قدم تحت 17 سنة للرجال، يديريه اتحاد بنما لكرة القدم.